# زواج عرفي

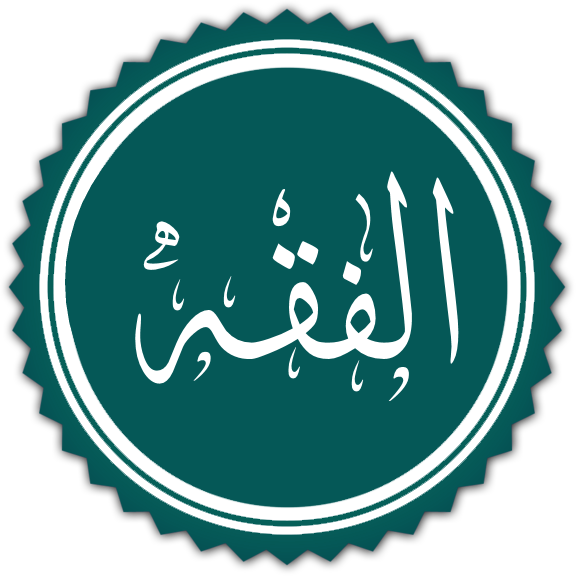

الزواج العرفي هو زواج  يشهده شهود والولى ولكنه لا يكتب في الوثيقة الرسمية التي يقوم بها المأذون أو نحوه.

وهو الزواج بين رجل وامرأة دون عقد موثق، لا يترتب عليه نفقة شرعية أو متعة وليس للزوجة أي حقوق شرعية لدى الزوج.

## حكمه
ويري العلماء حرمة الزواج العرفي ويعتبر زنا إذا افتقد لشروط الزواج كالإشهار والشهود والولي لقول النبي ﷺ:
(أيما  امرأة نكحت بغير إذن وليها فنكاحها باطل فنكاحها باطل، فنكاحها باطل، فإن دخل بها فلها المهر بما استحل من فرجها فإن اشتجروا فالسلطان ولي لمن لا ولي له) 
اشتجروا: أي تنازعوا.

## أنواعه
الزواج العرفي نوعان:
النوع الأول: وهو ما كان يتم في السابق من زيجات أو عقود انكحة على ورق عرفي أو عادي وهذا يتم برضا الزوج والزوجة ووليها وبحضرة شهود إضافة إلى اعلانه بين الناس وكان هذا الزواج يتم منذ بدء الإسلام ولا زال سائدا في الكثير من القرى في أنحاء بلاد السودان المختلفة وفي العقود التي تتم في المساجد وهذا الزواج صحيح لتوافر جميع اركانه، أما إن تم الزواج على عقد زواج رسمي بتوافر اركانه القانونية فيعد زواجاً رسمياً وليس عرفياً.[بحاجة لمصدر]
النوع الثاني: وهذا يتم على ورق عادي أبيض أو ربما يكون بدون ورق وهذا يتم بين رجل وامراة بحضرة شهود ولكن ينقصه شرط الولي والإعلان لكتمانه عن الناس. والبعض يحرمه ويستدل بهذه الأسباب:
الأول: القرآن في الآية 25 من سورة النساء (فانكحوهن بإذن أهلهن)
الثاني: حديث السيدة عائشة رضى الله عنها (أيما امرأة نكحت بغير إذن وليها فنكاحها باطل نكاحها باطل)
واختلف الفقهاء في العقاب فمنهم من قال الحد ومنهم من قال التعزير لأن الحد يدرأ بالشبهة وهو شبهة الملك بهذا الزواج.[بحاجة لمصدر]